# 6719 Gallaj
6719 Gallaj è un asteroide della fascia principale. Scoperto nel 1990, presenta un'orbita caratterizzata da un semiasse maggiore pari a 2,7611044 UA e da un'eccentricità di 0,0789824, inclinata di 3,22830° rispetto all'eclittica.